# Metrostav
Metrostav a. s. je česká stavební firma. Vznikla 31. prosince 1990 jako právní nástupce stejnojmenného národního podniku, který na trhu působil již od roku 1971. Logo zůstalo zachováno. Původně byl Metrostav specializovanou společností založenou hlavně pro výstavbu pražského metra. Po roce 1990 se proměnil v univerzální stavební společnost, realizuje zakázky ve všech segmentech stavebnictví. Je vedoucí firmou Skupiny Metrostav.

## Historie

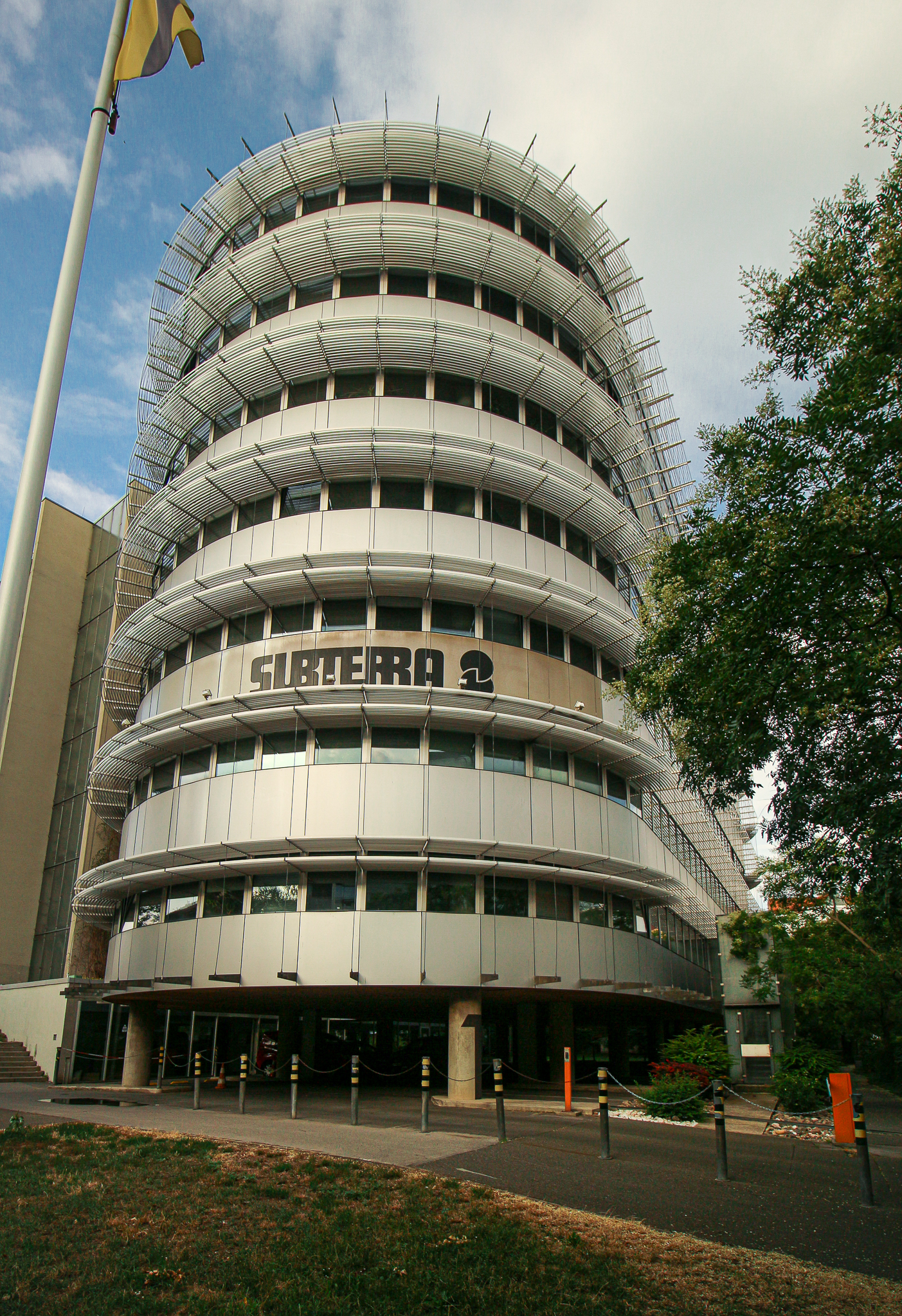
Subterra a.s., dceřiná společnost Metrostavu

Metrostav byl založen k budování pražského metra (spolu s Vodními stavbami), jednalo se o společnost úzce specializovanou právě k tomuto účelu. Po roce 1990 však byla konfrontována s novými podmínkami; výstavba metra přestala být politickou prioritou a výdaje na ní se zkrátily. Firma tak musela hledat nové možnosti uplatnění; během 90. let a prvního desetiletí 21. století se tak z Metrostavu stala firma stavební, byť se specializací v podzemním stavitelství, provádějící však i rekonstrukce historických objektů a bytů. Právě v oblasti výstavby tunelů drží až padesátiprocentní podíl na trhu, jak sama uvádí.
Od roku 2008 zastřešuje veškeré developerské aktivity Metrostavu společnost Metrostav Development.
Patří mezi největší české firmy podle tržeb (20. největší firma podle CZECH TOP 100), mezi stavebními firmami je pak aktuálně největší firmou v ČR a druhou největší v regionu střední a jihovýchodní Evropy.

V červenci 2013 firma koupila rakouskou stavební společnost Beton und Monierbau Tunnelling GmbH (BeMo Tunnelling), která se specializuje na ražení tunelů a byla dceřinou společností zkrachovalé Alpine Bau. Společnost bude nadále působit pod původním jménem. Do Skupiny Metrostav patří také společnost Subterra.

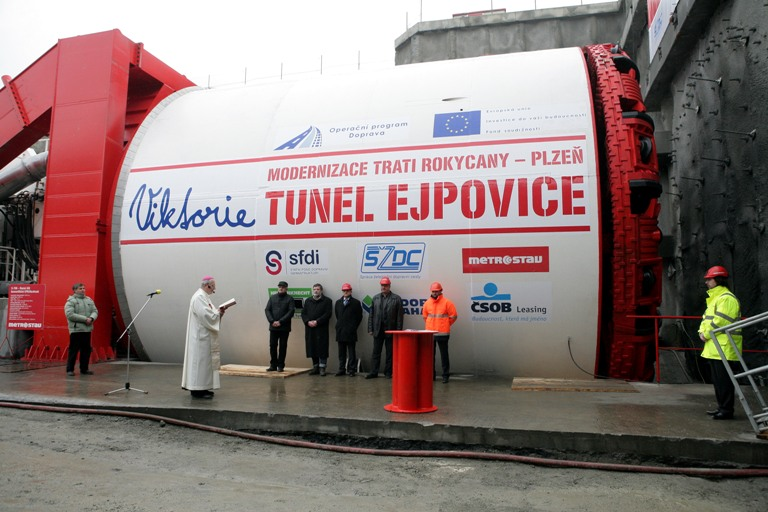
Slavnostní křest štítu TBM

### Korupce
V červnu 2022 byl pražským vrchním soudem Metrostav pravomocně uznán vinným z podplácení a manipulací s veřejnými zakázkami v korupční kauze Davida Ratha a odsouzen k tříletému zákazu účasti na veřejných zakázkách a pokutě 10 milionů Kč. Tříletým zákazem účasti na veřejných zakázkách byla potrestána i jeho dceřiná společnost Metrostav Infrastructure.
Rath a jeho spolupracovníci měli zmanipulovat veřejné zakázky na výstavbu pavilonů v nemocnicích v Kolíně a na Kladně, za což měli od Metrostavu obdržet úplatky ve výši 10 a 22,3 mil. Kč. Kromě dvou právnických osob se skupiny Metrostav byli v kauze odsouzeni i tehdejší generální ředitel Metrostavu a jeden z jeho akcionářů Pavel Pilát a obchodní ředitel Jiří Anděl.
V květnu 2023 potvrdil pražský vrchní soud další korupční rozsudek, tentokrát šlo o machinace při modernizaci Hotelu Bohemia Chrudim, který byla částečně financována z Regionálního operačního programu NUTS II Severovýchod. Metrostavu byl uložen peněžitý trest ve výši 35 mil. Kč, Metrostavu a dceřiné společnosti Metrostav Infrastructure byl také potvrzen předchozí trest zákazu účasti na veřejných zakázkách.
Metrostav trest zákazu účasti na veřejných zakázkách obchází prostřednictvím svých dceřiných společností, které tento trest neobdržely. Jde zejména o nově založenou společnost MI Roads a již existující dceřiné společnosti Subterra, Metrostav TBR a Metrostav DIZ.
V lednu 2024 bylo oznámeno, že státní zástupce uzavřel dohody o vině a trestu se společnostmi Metrostav, a. s., a Metrostav Infrastructure, a. s. Společnosti se přiznali k obvinění, že zakázku rekonstrukce kostela sv. Máří Magdalény v Liberci za 65 milionů s příslibem evropské dotace 55 milionů Kč zmanipulovaly a předražily ve svůj prospěch. Úplatek ve výši 830 tis. Kč měl od Metrostavu přebírat tehdejší hejtman Libereckého kraje Martin Půta.

## Výrobní program
Doménou výrobního programu společnosti jsou zejména dopravní stavby v Česku, například tunel Blanka, železniční tunely Ejpovice, dálnice D3, dálnice D8, dálnice D7, modernizace D1 Městský okruh v Praze. Dále dopravní stavby v zahraničí: S8 – průtah Varšavou, výstavba 20 km rychlostní silnice S7 u Gdaňsku, tunely na Islandu, část metra v Helsinkách, tunely v Norsku. Metrostav je ale univerzální stavební společnost a věnuje se tak i průmyslové (například velkokapacitní zásobníky v Loukově pro ČEPRO), občanské výstavbě (například Národní technická knihovna nebo obchodní centrum Galerie Šantovka v Olomouci) a bytové výstavbě (Garden Towers - Praha Žižkov), výstavbě pražského metra a dalších podzemních objektů, do jeho referencí patří i inženýrské a energetické stavby (rekonstrukce Elektrárny Počerady a Prunéřov nebo malé vodní elektrárny), vodohospodářské projekty a rekonstrukce památkových objektů (Hudební divadlo Karlín).
Metrostav je stále jednou z mála firem v Česku, které jsou schopny stavět tunely, podzemní trasy metra, kolektory, štoly i další specifické projekty klasickým hornickým způsobem i moderními technologiemi. Na ražbě tunelů trasy metra V.A nasadil nejmodernější techniku – dva razicí štíty TBM. Jejich předností je především rychlost ražby a šetrnost k okolí a povrchové zástavbě. Stejnou technologii využívá firma i při výstavbě nejdelšího železničního tunelu v Česku (tunel Ejpovice, délka přes 4 kilometry) mezi Plzní a Rokycany. Jeho raziči také budují dva dálniční tunely na Slovensku, a další silniční v Norsku[zdroj?] a na Islandu, který bude nejdelším podzemním dílem v této zemi.
Metrostav působí (i prostřednictvím dceřiných společností či organizačních složek) v následujících zemích : Slovensko, Polsko, Německo, Turecko, Bělorusko, Island, Norsko, Finsko, Chorvatsko.[zdroj?]

## Vedení společnosti a akcionáři
Předsedou představenstva a prezidentem Skupiny Metrostav je Ing. František Kočí, který v červnu 2019 nahradil dlouholetého prezidenta Jiřího Bělohlava. Předsedou dozorčí rady je Jindřich Hess a generální ředitel společnosti Metrostav je Jaroslav Heran.
Akcionářská struktura Metrostavu je komplikovaná, zahrnuje několik českých a slovenských společností či svěřenský fond. Skutečnými majiteli je asi 20 českých a slovenských osob, když největší podíly v lednu 2024 ovládají Zděnek Šinovský (9,93 %, k lednu 2024 místopředseda představenstva), Pavel Pilát (9,93 %), Viktor Karel (7,35 %), Tomáš Klepetko (7,35 %, místopředseda dozorčí rady) a František Potisk (7,35 %). Mezi další akcionáře s podílem nad 1 % patří i další členové představenstva a dozorčí rady Metrostavu nebo slovenský podnikatel Dušan Mráz. V minulosti byla s Metrostavem majetkově propojena slovenská stavební společnost Doprastav.

## Organizační struktura
Metrostav a.s. tvoří 8 divizí. Firma v rámci Koncernu Skupina Metrostav dále ovládá mj. následující společnosti: Subterra a.s., PRAGIS a.s., Metrostav Development a.s., Metrostav Slovakia a.s., SQZ, s.r.o., BES s.r.o., PK Metrostav, a.s., Metrostav DS a.s., Metrostav Deutschland GmbH a Metrostav Nemovitostní a.s. Podíl má i v řadě dalších společností jako jsou TBG Metrostav s.r.o., Pražské betonpumpy a doprava s.r.o., Terrafin, a.s., a dalších. V červenci 2013 firma koupila rakouskou stavební společnost Beton und Monierbau Tunnelling GmbH (BeMo Tunnelling), která se specializuje na podzemní stavitelství.

### Divize společnosti
Společnost se skládá z 8 divizí a jejich zaměření je následovné:
- Divize 1 – pozemní stavby, zemní práce, kanalizace, vodovody, plynovody
- Divize 3 – ocelové konstrukce, pozemní stavby
- Divize 4 – silniční stavby, vozovky, mosty (transformovaná na Metrostav Infrastructure)
- Divize 5 – tunely, železniční stavby, mosty (transformovaná na Metrostav TBR a Metrostav DIZ)
- Divize 6 – vodní stavby, betonové konstrukce, bednění, výztuž
- Divize 8 – haly, inženýrské konstrukce, pozemní stavby
- Divize 9 – rekonstrukce, restaurátorské práce
- Divize 11 – půjčovna vybavení a mechanizace

Divize se dále dělí na provozy a střediska.

## Referenční stavby

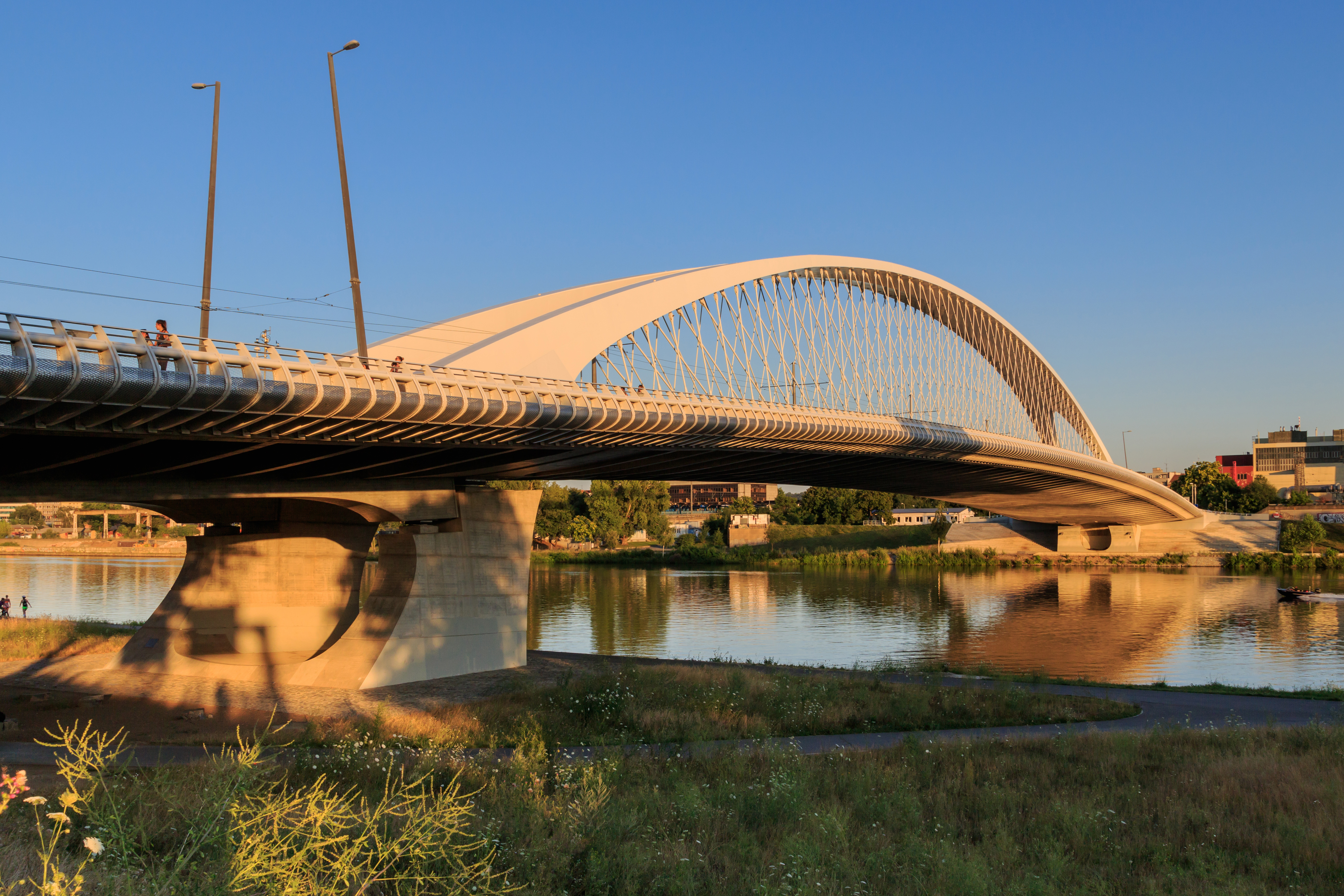
Trojský most v Praze, otevřen v roce 2014

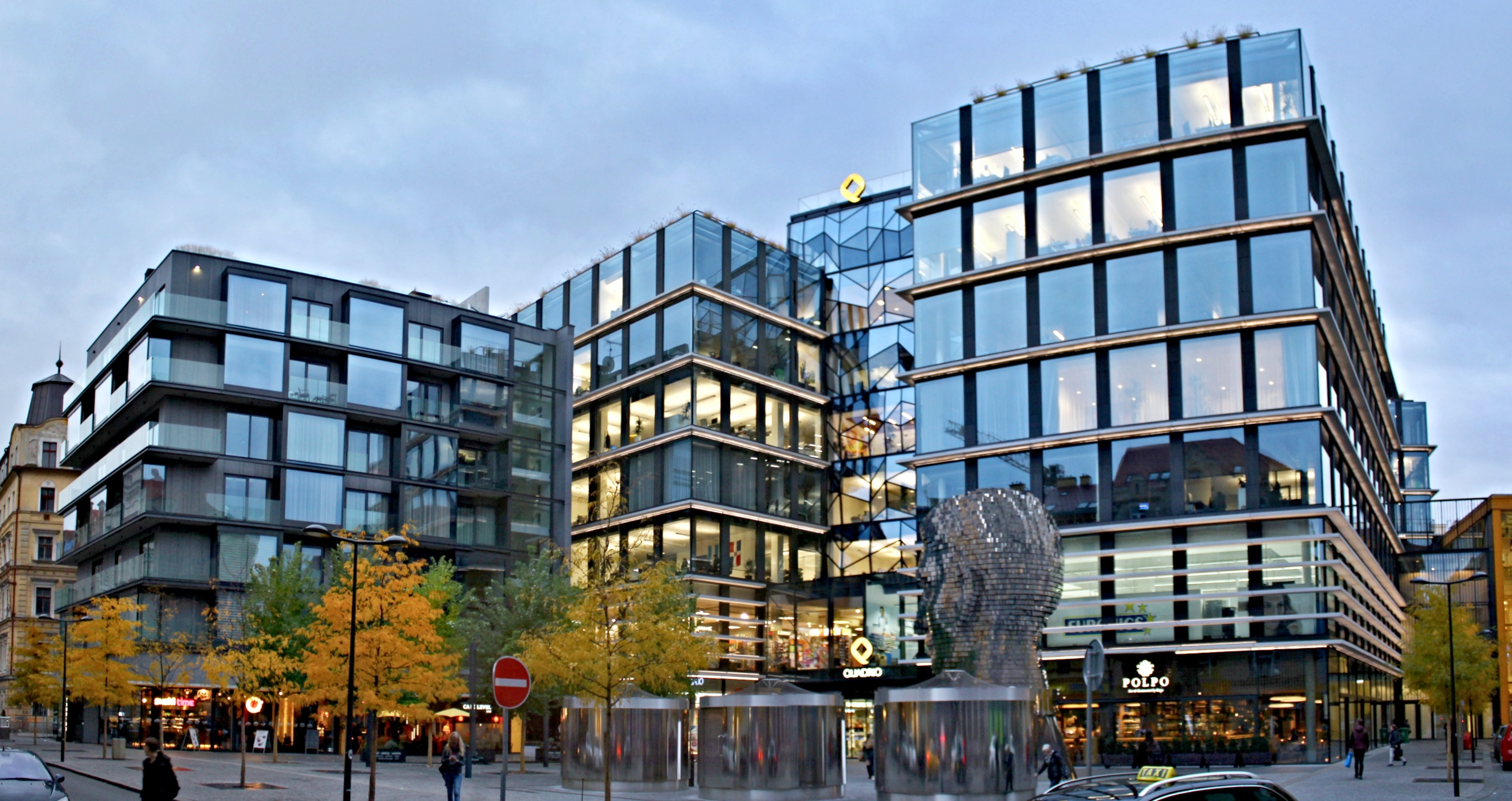
Obchodní a administrativní budova Quadrio

- nový zdroj a odsíření elektrárny Ledvice
- Héđinsfjörđur tunnels – dva silniční tunely o délce téměř 11 km, Island
- přístupové štoly a úsek metra ve finských Helsinkách
- logistický areál, Minsk, Bělorusko
- S8 – rekonstrukce průtahu Varšavou
- protipovodňová opatření na Kladské Nise v Polsku
- Dům sluneční náměstí, Praha, 2004
- úsek dálnice D8 (Lovosice – Řehlovice), 2012
- Aqualand Moravia, Pasohlávky, 2013
- rychlostní silnice R7 (Vysočany – Droužkovice), 2013
- OC Galerie Šantovka, Olomouc, 2013
- paroplynová elektrárna Počerady, 2013
- úsek dálnice D3 (Tábor – Veselí nad Lužnicí), 2013
- Trojský most, Praha, 2014
- komplex Quadrio, Praha, 2014
- Prodloužení pražského metra A (Bořislavka – Nádraží Veleslavín – Petřiny – Nemocnice Motol), 2015
- tunelový komplex Blanka, Praha, 2016
- tunel Langanestunnelen, Norsko, 2016
- tunel Joberg, Norsko, 2017
- železniční tunely Ejpovice, Plzeň, 2018